# Würth Philharmoniker
La Würth Philharmoniker è l'orchestra sinfonica di musica classica di Künzelsau (Germania).

## Formazione
La Würth Philharmoniker è stata istituita nel 2017 su iniziativa personale di Reinhold Würth, ed è un ente artistico della Reinhold Würth Musikstiftung gGmbH, del Gruppo Würth.

## Manifestazioni
La Wurth Orchestra è quella ufficiale del Carmen Würth Forum di Künzelsau, nel Hohenlohe-Langenburg del Baden-Württemberg.
Sin dalla loro prima apparizione alla cerimonia di apertura del Carmen Würth Forum, la Würth Philharmoniker ha conquistato il pubblico, nazionale ed internazionale, in virtù dell'ampio repertorio artistico che spazia dalle composizioni classiche a quelle più contemporanee. L'orchestra sinfonica si contraddistingue per il suono potente e per le interpretazioni sfumate.
La loro biografia è ancora giovane, ma i Würth Philharmoniker si sono già guadagnati in brevissimo tempo un'eccellente reputazione nel loro ambiente ed anche sui media; nelle loro manifestazioni artistiche accolgono, ad ogni stagione, numerosi artisti rinomati sul palco dei loro concerti.
La Würth Philharmoniker si è già esibita a livello internazionale nelle principali sale da concerto di tutto il mondo, tra cui il Concertgebouw di Amsterdam, la Cadogan Hall di Londra, la National Concert Hall di Dublino, il Festspielhaus Baden-Baden, la Liederhalle di Stoccarda e la Sala d'Oro del Musikverein di Vienna. Prestigiosi i teatri, in Europa ed in Russia, in cui la filarmonica si è esibita, tra cui la Filarmonica di Berlino, la Royal Albert Hall, il Teatro Colon di Buenos Aires, la Konzerthaus di Vienna ed il Musikverein, la Smetana Hall di Praga, il Conservatorio Tchaikovsky di Mosca ed il Teatro Mariinsky di San Pietroburgo.
Nel corso della stagione 2018/2019, si è tenuto un concerto con Ildar Abdrazakov nella nuova Zaryayde Concert Hall di Mosca, nonché concerti sinfonici in Armenia ed in Repubblica Ceca, con selezione nelle varie audizioni dei musicisti per la nuova “Pan-Caucasian Youth Orchestra”. 
Il 2017 ha segnato per la Würth Philharmoniker il primo decennio di collaborazione con l’Orchestra “Novaya Rossiya”.

## Direzione
Il direttore della Würth Philharmoniker è attualmente Claudio Vandelli, nominato nel 2020.